# Calendrier breton des saints

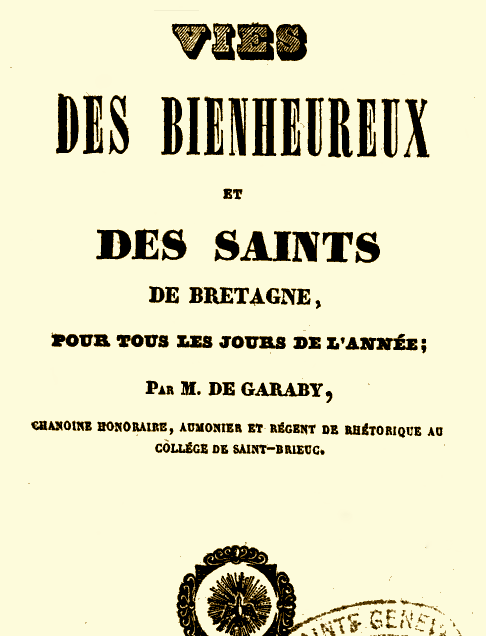
Page de garde du livre La Vie des bienheureux et des saints de Bretagne, pour tous les jours de l'année de Malo-Joseph de Garaby.

Cet article contient la liste des saints du calendrier breton, selon une des sources les plus communément suivies,. Il existe d'autres calendriers localement pratiqués.
La Bretagne étant un pays de tradition catholique, ce calendrier s'inspire du calendrier catholique officiel, complété de quelques saints vénérés localement.
Explications sur les tableaux :
- Les prénoms sont présentés sous leur forme bretonne.
- St est l'abréviation de Sant en breton, traduit par « Saint » en français.
- Stz est l'abréviation de Santez, traduit par « Sainte » en français.

## Janvier (Genver)
| 1 - Kalanna               | 2 - Stz Koupaia   | 3 - Stz Jenovefa | 4 - St Rumon      | 5 - St Konwoion   | 6 - St Peran    | 7 - St Gourzelv                   |
| 8 - St Gurvan             | 9 - St Adrian     | 10 - St Radian   | 11 - St Hernin    | 12 - St Aofred    | 13 - St Enogad  | 14 - St Hiler                     |
| 15 - St Mor, Stz Aouregan | 16 - St Enored    | 17 - St Anton    | 18 - St Gwendal   | 19 - St Brevalaer | 20 - St Tarieg  | 21 - Stz Oanez, Eumaël, Haeloc    |
| 22 - St Dozhwal           | 23 - St Laouenan  | 24 - St Kadeg    | 25 - St Konhouarn | 26 - St Tujen     | 27 - St Gildwen | 28 -Stz Alwena, St Juluan Maunoir |
| 29 - St Gweltaz           | 30 - Stz Marzhina | 31 - St Gaud     | -                 | -                 | -               | -                                 |

## Février (C'hwevrer)
| 1 - Stz Berc'hed, St Ignoroc | 2 - Ar Goulou, Gutual   | 3 - St Morvred       | 4 - St Kido     | 5 - St Merin         | 6 - St Aman       | 7 - St Aodren, Derhen |
| 8 - St Jagu                  | 9 - St Telio            | 10 - St Fagan, Velle | 11 - St Ehouarn | 12 - St Riog, Glaode | 13 - St Gwengad   | 14 - St Biavali       |
| 15 - St Levenou              | 16 - St Eliaz           | 17 - St Gireg        | 18 - St Riwan   | 19 - St Tiernvael    | 20 - St Luc'her   | 21 - Stz Gwenn        |
| 22 - St Tevarzeg             | 23 - Tad Rigolen, Madeg | 24 - St Kenan        | 25 - St Roparzh | 26 - St Koulfinid    | 27 - Stz Sesilina | 28 - St Rivelen       |
| 29 - Stz Sisilia             | -                       | -                    | -               | -                    | -                 | -                     |

## Mars (Meurzh)
| 1 - St Dewi      | 2 - St Jaoua   | 3 - St Gwenole    | 4 - St Jeran      | 5 - St Piran           | 6 - St Senan   | 7 - Nevenou      |
| 8 - St Senou     | 9 - St Ilan    | 10 - Stz Kanna    | 11 - St Yann K.   | 12 - St Paol           | 13 - St Kemo   | 14 - St Hagareg  |
| 15 - St Bozien   | 16 - St Abram  | 17 - St Padrig    | 18 - Stz Derwella | 19 - St Jozeb          | 20 - St Siril  | 21 - St Bennideg |
| 22 - St Alouarnl | 23 - St Justog | 24 - Stz Kristell | 25 - St Mordiern  | 26 - St Emmanuel, Goau | 27 - St Louarn | 28 - St Karn     |
| 29 - St Gwelle   | 30 - St Malon  | 31 - St Gwion     | -                 | -                      | -              | -                |

## Avril (Ebrel)
| 1 - St Konwal     | 2 - St Aoperzh     | 3 - St Izuned   | 4 - St Goneri    | 5 - St Visant    | 6 - St Neven    | 7 - St Brenac'h  |
| 8 - St Devan      | 9 - Stz Merzherian | 10 - St Adeodat | 11 - St Paolenan | 12 - Stz Ida     | 13 - St Karadeg | 14 - St Donan    |
| 15 - Stz Juved    | 16 - St Padern     | 17 - St Ewen    | 18 - St Keveren  | 19 - St Arouestl | 20 - St Serv    | 21 - St Hamon    |
| 22 - St Konvarc'h | 23 - St Jord       | 24 - St Felan   | 25 - St Gourloez | 26 - St Klet     | 27 - St Konwen  | 28 - St Loudiern |
| 29 - St Segondel  | 30 - Stz Onenn     | -               | -                | -                | -               | -                |

## Mai (Mae)
| 1 - St Brieg   | 2 - St Ave      | 3 - St Ewen                   | 4 - St Eneour         | 5 - St Endal   | 6 - St Pever      | 7 - St Neventer  |
| 8 - Stz Tunvez | 9 - St Gregor   | 10 - Stz Libouban, Gwenganton | 11 - St Tudi          | 12 - St Servan | 13 - St Mael      | 14 - St Servez   |
| 15 - St Privel | 16 - St Brendan | 17 - St Tudon                 | 18 - St Erig          | 19 - St Erwan  | 20 - St Terezhien | 21 - St Marc'han |
| 22 - St Aotrom | 23 - St Bili    | 24 - St Donasian              | 25 - St Urvan Maewenn | 26 - St Seog   | 27 - St Bed       | 28 - St Joran    |
| 29 - St Riagad | 30 - St Izidor  | 31 - St Nerin                 | -                     | -              | -                 | -                |

## Juin (Mezheven)
| 1 - St Ronan  | 2 - St Jugon      | 3 - Stz Klotilda | 4 - Stz Ninog    | 5 - St Tuno       | 6 - St Goal     | 7 - St Meriadeg |
| 8 - St Medar  | 9 - St Koulmkell  | 10 - St Kijo     | 11 - St Majan    | 12 - St Gourhan   | 13 - St Herbod  | 14 - St Dogmael |
| 15 - St Nouga | 16 - St Similian  | 17 - St Herve    | 18 - St Marselan | 19 - Stz Riwanon  | 20 - St Marcan  | 21 - St Meven   |
| 22 - St Alban | 23 - Stz Gwentrog | 24 - St Tutael   | 25 - St Salaun   | 26 - Stz Gwenvred | 27 - St Meldreg | 28 - St Eostol  |
| 29 - St Per   | 30 - Stz Kast     | -                | -                | -                 | -               | -               |

## Juillet (Gouere)
| 1 - St Goulwen                 | 2 - St Ouzog    | 3 - St Diboan     | 4 - St Balae    | 5 - St Meurzh | 6 - Stz Nolwenn        | 7 - St Teï         |
| 8 - St Bronvel                 | 9 - St Kiri o   | 10 - St Pasker    | 11 - St Judog   | 12 - St Menou | 13 - St Turio          | 14 - St Elen       |
| 15 - St Riwal                  | 16 - St Tenenan | 17 - St Elier     | 18 - St Tivizio | 19 - St Maden | 20 - Stz Marc'harid A. | 21 - Stz Trifin    |
| 22 - Stz Madalen               | 23 - Stz Sev    | 24 - St Gwengalon | 25 - St Kristof | 26 - Stz Anna | 27 - St Brewen         | 28 - Samzun, Heneg |
| 29 - St Gwilherm, Loig, Raffig | 30 - St Geneve  | 31 - St Jermen    | -               | -             | -                      | -                  |

## Août (Eost)
| 1 - St Fransez  | 2 - St Friard               | 3 - St Pergad      | 4 - saint Uniac | 5 - St Avel, Ahès   | 6 - St Dahud   | 7 - St Levan   |
| 8 - St Gwenneg  | 9 - St Erle                 | 10 - Stz Steredenn | 11 - St Ergad   | 12 - Stz Sklerijenn | 13 - St Riowen | 14 - St Merwen |
| 15 - Stz Mari   | 16 - St Arzhel              | 17 - St Gulian     | 18 - Stz Elena  | 19 - St Gwennin     | 20 - St Bernez | 21 - Stz Yuna  |
| 22 - St Emilion | 23 - Stz Tedvil, Stz Rozenn | 24 - St Bertele    | 25 - St Loeiz   | 26 - St Gorgon      | 27 - St Armans | 28 - St Elouan |
| 29 - St Fiakr   | 30 - St Edern               | 31 - Stz Trec'her  | -               | -                   | -              | -              |

## Septembre (Gwengolo)
| 1 - St Jili             | 2 - St Just     | 3 - St Kavan         | 4 - Stz Roza    | 5 - St Bertin    | 6 - Stz Bega              | 7 - St Koneg  |
| 8 - St Alan ar Roc'h    | 9 - Stz Ozvan   | 10 - St Kolaz T.     | 11 - St Glen    | 12 - St Leviaz   | 13 - St Aman              | 14 - St Modan |
| 15 - Nigouden, Erell    | 16 - St Korneli | 17 - St Urfol        | 18 - St Dider   | 19 - St Riware   | 20 - Stz Gwenlaouen, Egat | 21 - St Mazhe |
| 22 - St Morvan, Emeran  | 23 - St Solen   | 24 - St Maogad, Tekl | 25 - Stz Lupita | 26 - Stz Justina | 27 - Stz Oran, Comméan    | 28 - St Konan |
| 29 - St Mikael, Charlez | 30 - St Leri    | -                    | -               | -                | -                         | -             |

## Octobre (Here)
| 1 - Stz Uriell    | 2 - St Meler   | 3 - St Fragan  | 4 - St Fransez A. | 5 - St Moris       | 6 - St Ivi              | 7 - St Kea                |
| 8 - St Morgan     | 9 - St Denez   | 10 - St Kler   | 11 - St Gwinien   | 12 - St Charlez B. | 13 - St Luner           | 14 - Stz Enora            |
| 15 - St Konogan   | 16 - St Gall   | 17 - St Segal  | 18 - Ste Gwenn    | 19 - St Ezhvin     | 20 - St Moran           | 21 - Stz Sterenn          |
| 22 - Morvan       | 23 - St Gwidel | 24 - St Maglor | 25 - St Gouenou   | 26 - St Alor       | 27 - St Milio, Argantel | 28 - St Jud, Stz Libouban |
| 29 - Stz Landouen | 30 - St Hernin | 31 - St Beuzi  | -                 | -                  | -                       | -                         |

## Novembre (Du)
| 1 - Hollsent     | 2 - An anaon                | 3 - St Gwenael, Levenez | 4 - St Juvad                        | 5 - St Gwezheneg, Kerrien | 6 - St Gwenneg, Efflamm, Condeloc, Melaine | 7 - St Ildut, Blenlived |
| 8 - St Treveur   | 9 - St Matilin              | 10 - St Govrian         | 11 - St Marzhin T., Franseza, Arneg | 12 - St Meog              | 13 - St Briz                               | 14 - St Devrig          |
| 15 - St Malo     | 16 - Perlezenn              | 17 - St Agnan           | 18 - St Maodez, Eodez (Haude)       | 19 - St Ethbin, St Tangi  | 20 - St Bran                               | 21 - St Koulman         |
| 22 - Stz Aziliz  | 23 - St Bieuzi, St Colomban | 24 - Stz Bleuzenn       | 25 - Stz Katell                     | 26 - Stz Delfinez         | 27 - St Goustan                            | 28 - Stz Heodez         |
| 29 - St Sadornin | 30 - St Andrev, St Tudal    | -                       | -                                   | -                         | -                                          | -                       |

## Décembre (Kerzu)
| 1 - St Bretoch    | 2 - St Tadec     | 3 - St Avran    | 4 - Stz Barban    | 5 - St Houarvian   | 6 - St Nikolaz  | 7 - Stz Azenor  |
| 8 - St Budog      | 9 - St Kerne     | 10 - St Koulizh | 11 - St Deniel T. | 12 - St Kaourintin | 13 - St Juzeg   | 14 - St Gwinier |
| 15 - Santig Du    | 16 - St Judikael | 17 - St Briag   | 18 - St Gasian    | 19 - St Juzel      | 20 - St Douegar | 21 - St Tomaz   |
| 22 - St Deved     | 23 - St Gwenvael | 24 - St Denoal  | 25 - Nedeleg      | 26 - St Stefan     | 27 - St Yann    | 28 - St Servan  |
| 29 - St Bernez N. | 30 - Stz Tirid   | 31 - St Maeleg  | -                 | -                  | -               | -               |